# علي عمر (لاعب كرة قدم يمني)
علي عمر (ولد في 10 مارس 1980) هو لاعب كرة قدم يمني سابق. لعب علي عمر لنادي العربي الكويتي في الدوري الكويتي،  حيث شارك في دوري أبطال آسيا 2004.